# Geoinżynieria (grunty)
Geoinżynieria – dziedzina techniki (przez niektórych autorów uznawana za dział geotechniki) zajmująca się metodami ulepszania gruntów i skał.
Jest to dziedzina nauki z pogranicza mechaniki gruntów i geotechniki, geofizyki, hydrogeologii, mineralogii, geochemii, gruntoznawstwa, inżynierii lądowej i wodnej oraz materiałoznawstwa i maszynoznawstwa. Zajmuje się sposobami planowania i organizacji realizacji robót ziemnych i górniczych oraz metodami, technologiami i urządzeniami do poprawy właściwości fizyko-mechanicznych utworów geologicznych (gruntów, skał, masywów skalnych, górotworu)

## Metody geoinżynierii
- zagęszczanie gruntu
- wymiana gruntu
- prekonsolidacja
- cementacja
- stabilizacja
- zbrojenie gruntu